# Jaroslav Drtina
Jaroslav Drtina (16. srpna 1908 Plzeň – 9. srpna 1967 Praha) byl český knihovník, pedagog a odborník v oblasti informačních studií a knihovnictví. Působil jako docent na Filozofické fakultě Univerzity Karlovy, kde se podílel na rozvoji knihovnického vzdělávání a výzkumu v oblasti informační vědy, zasloužil se o vytvoření univerzitního oboru knihovnictví.

## Vzdělání
Studoval na českém reálném gymnáziu a maturoval roku 1927. Po maturitě začal studovat práva na Univerzitě Karlově, po dvou letech, v roce 1929, přestoupil na filozofickou fakultu, zapsal si přednášky ze sociologie a filozofie. Promoval roku 1936. Ve stejném roce nastoupil jako dobrovolník do pražské Univerzitní knihovny. Mezi lety 1936 a 1938 absolvoval knihovnické kurzy u Z. V. Tobolky a složil knihovnické zkoušky.

## Kariéra
Od prosince 1937 byl zaměstnán jako pomocná vědecká síla se stálým platem. Současně pořizoval rešerše literatury pro prezidentskou kancelář. V knihovně se stal poté správcem Knihovní zpravodajské kanceláře, v roce 1944 komisařem archivní a knihovní služby, současně i členem výboru Ústředního spolku československých knihovníků. Také přednášel bibliografii na knihovnických kurzech i školách. Od 1945 pracoval na ministerstvu školství a osvěty, kde řídil zakládání studijních knihoven (později nazývány státními vědeckými knihovnami) a pracoval v komisi pro reformu katalogizačních pravidel.
Již od druhé světové války usiloval o konstituování knihovnictví jako moderního studijního oboru podle západoevropských, skandinávských a amerických vzorů. Opíral se též o sociologické a psychologické metody. V roce 1950 převedl studium knihovnictví z Pedagogické na Filozofickou fakultu Univerzity Karlovy. Tam přešel a prosadil rozšíření dvouletého studia na čtyři roky s průvodní nediplomovou češtinou. V letech 1950–1952 pracoval jako externí lektor, 1952–1957 pak byl prvním vedoucím katedry vědeckých informací a knihovnictví. V roce 1955 byl habilitován, ale profesura mu nebyla nikdy udělena. V roce 1958 v Praze zorganizoval Mezinárodní konferenci vysokoškolských pracovišť v oboru knihovnictví, která upevnila postavení pražské katedry v zahraničí.
Přispíval do odborných tuzemských i zahraničních časopisů. Byl vedoucím redaktorem časopisu Knihovna, redaktorem časopisu Ústřední knihovnické rady Knihovník a členem širší redakční rady mezinárodního knihovnického časopisu Libri. Je autorem řady odborných i populárně-vědních publikací.
K Drtinovým žákům patřil například profesor Jiří Cejpek.
V roce 1965 získal čestné uznání ministra školství a kultury.